# Galizgia
Galizgia is een geslacht van weekdieren uit de klasse van de Gastropoda (slakken).

## Soorten
- Galizgia prysjazhnjuki Anistratenko in Anistratenko et al., 1991 †
- Galizgia weberi (Mikhaylovskiy, 1903) †